# Philometra americana
Philometra americana är en rundmaskart. Philometra americana ingår i släktet Philometra och familjen Philometridae. Inga underarter finns listade i Catalogue of Life.